# 2024년 하계 올림픽 케이맨 제도 선수단
케이맨 제도는 2024년 7월 26일부터 8월 11일까지 파리에서 열리는 2024년 하계 올림픽에 참가했다. 이번 하계 올림픽은 1976년 공식 데뷔 이후 1980년 모스크바 하계 올림픽을 제외하면 국내의 12번째 하계 올림픽 출전이 된다. 그리고 국가도 미국 주도의 보이콧에 동참했다.

## 출전 선수
| 종목 | 남자 | 여자 | 전체 |
| ---- | ---- | ---- | ---- |
| 육상 | 1    | 0    | 1    |
| 요트 | 0    | 1    | 1    |
| 수영 | 1    | 1    | 2    |
| 전체 | 2    | 2    | 4    |

## 매달 집계
| 종목 | 1 | 2 | 3 | 합계 |
| 종목 | ' | ' | ' | '    |
| 종목 | ' | ' | ' | '    |
| 종목 | ' | ' | ' | '    |
| 합계 | ' | ' | ' | '    |

## 같이 보기
- 2024년 하계 올림픽